# Anthony Davis
Anthony Davis (* 11. března 1993, Chicago, USA) je americký basketbalista, který od roku 2019 hrál za tým Los Angeles Lakers. Od roku 2025 hraje za Dallas Mavericks. V roce 2012 byl členem amerického vítězného týmu LOH 2012.
V únoru 2017 byl prohlášen nejužitečnějším hráčem Utkání hvězd NBA, přičemž o 10 bodů překonal rekord Wilta Chamberlaina z roku 1962.